# Ampulex
Ампулекс је велики космополитски род Оса који припада породици  Ampulicidae. Већина од >130 врста се јавља у тропима, посебно у Старом свету, а мање од 15 је познато из Новог света; мање од 5 врста је изворно у Европи или Сједињеним Државама, иако се врста из Старог света Ampulex compressa проширила скоро свуда где се могу наћи њени домаћини (нарочито род Periplaneta). Неколико врста чија је биологија позната су паразитоиди бубашваба; они типично убризгавају отров у бубашвабе која је савладава или имобилише, а затим полажу једно до два јаја између ногу беспомоћне бубе. 

## Одабране врсте
- Ampulex canaliculata, Say, 1823[4]
- Ampulex compressa, Fabricius, 1781 – драгуљ оса или смарагдна оса бубашваба
- Ampulex dementor, Ohl, 2014
- Ampulex fasciata, Jurine, 1807
- Ampulex ferruginea, Bradley, 1934
- Ampulex ruficollis, Cameron, 1889

За даље врсте видети ИТИС.